# Marek Barbasiewicz
Marek Barbasiewicz (tên đầy đủ: Marek Antoni Barbasiewicz, sinh ngày 5 tháng 2 năm 1945 tại Przeworsk) là một diễn viên người Ba Lan.

## Tiểu sử
Marek Barbasiewicz tốt nghiệp Trường Điện ảnh, Truyền hình và Sân khấu Tiểu bang Leon Schiller ở Łódź (PWSFTviT) vào năm 1968.
Marek Barbasiewicz diễn xuất trên sân khấu của nhiều nhà hát nổi tiếng, chẳng hạn như Nhà hát Nowy ở Łódź(1968-1979), Nhà hát Ateneum ở Warsaw (1979-1981), hay Nhà hát quốc gia ở Warsaw (từ năm 1997).
Ngoài sự nghiệp diễn xuất trên sân khấu, Marek Barbasiewicz còn được khán giả Ba Lan biết đến qua các bộ phim như Miodowe lata (1998-2003) trong vai Jan Marszałek, Prawo ojca (1999) trong vai doanh nhân Kessler, Och, Karol 2 (2011) trong vai Józef Górski, hay phim Słaba płeć? (2015) trong vai Tadeusz.
Năm 2015, Marek Barbasiewicz được Bộ Văn hóa và Di sản Quốc gia (Ba Lan) trao tặng Huy chương bạc Huy chương Công trạng về văn hóa - Gloria Artis.

## Thành tích nghệ thuật
| Năm       | Tựa đề               | Vai diễn           | Ghi chú |
| --------- | -------------------- | ------------------ | ------- |
| 1978-1979 | Rodzina Połanieckich | Kopowski           |         |
| 1986      | Magnat               | Jurek Zbierski     |         |
| 1987      | Zabij mnie glino     | Donald             |         |
| 1993      | Goodbye Rockefeller  | Marek Malinowski   |         |
| 1998-2003 | Miodowe lata         | Jan Marszałek      |         |
| 1999      | Prawo ojca           | doanh nhân Kessler |         |
| 2006-2007 | Fala zbrodni         | Jewgienij Dragonow |         |
| 2011      | Och, Karol 2         | Józef Górski       |         |
| 2015      | Słaba płeć?          | Tadeusz            |         |